# Libkova Voda
Libkova Voda es una localidad del distrito de Pelhřimov en la región de Vysočina, República Checa con una población estimada a principio del año 2018 de 241 habitantes. 
Se encuentra ubicada al oeste de la región, cerca de la orilla del río Sázava —un afluente derecho del río Moldava— y de las regiones de Bohemia Meridional y Bohemia Central.